# 쓰쿠이 게이스케
쓰쿠이 게이스케(일본어: 津久井 佳祐, 2004년 5월 21일~)는 일본의 축구 선수이다.

## 구단 경력
그는 2023년 J1리그의 가시마 앤틀러스에 입단했다. 2024년 리그 데뷔했다.